# Evert Kreuze
Evert Kreuze (Dwingeloo, 14 mei 1973) is een Nederlands krachtsporter en een voormalig Sterkste Man deelnemer.
Na vanaf 2004 aan regionale Sterkste Man competities te hebben meegedaan, is het in 2007 zover dat Evert Kreuze de 2e plaats behaald bij de Sterkste Man van Nederland, achter Jarno Hams.
Zijn coach is Senny Schonewille, een voormalige Sterkste Man van Slovenië en een van de sterkste deadlifters ter wereld, waarmee hij (anno 2010) eens per week traint in Hoogeveen. Op andere dagen traint Kreuze in Breda.

## Belangrijkste prestaties
- Open Sterkste Man van Klazienaveen - winnaar (2004)
- Sterkste Man van Nederland (2007) - 2e
- Championsleague Holland 2008 in Varsseveld (2008) - 9e (competitie met 12 sterke mannen uit de hele wereld)
- Sterkste Man van Nederland - (2008) - 3e
- Internationale wedstrijd Denemarken, Kopenhagen (2008) - 5e

## Fysiek/statistieken
- Lengte: 189 cm
- Gewicht: 128 kg